# Burg Lichtenstein (Greifenstein)
Die Burg Lichtenstein ist eine abgegangene Spornburg auf dem 315 m ü. NN hohen Burgberg Lichtenstein nahe dem Greifensteiner Ortsteil Holzhausen an der ehemaligen Hohen Straße, die von Frankfurt über Wetzlar nach Köln führte, nordöstlich oberhalb der Ulmbachtalsperre im hessischen Lahn-Dill-Kreis.

## Geschichte
Die kleine Burg in Spornlage wurde vermutlich um 1225 von den Herren von Lichtenstein erbaut, engen Verwandten der Herren von Greifenstein. Dies ist jedoch nicht eindeutig belegt, denn es ist nicht sicher, ob Konrad von Lichtenstein, welcher 1225 und 1229 in einer Urkunde genannt wird, auch aus dem Geschlecht der Lichtensteiner in Greifenstein gehörte. Manche Sekundärquellen gehen davon aus, dass die Burg erst um 1250 von den Brüdern Werner und Kraft von Lichtenstein erbaut wurde. Die Burg wurde, ebenso wie die Burg Greifenstein, im Jahre 1298 von den Grafen Johann von Nassau († 1328) und Heinrich von Solms-Burgsolms († um 1313) sowie Truppen der Wetterauer Reichsstädte erobert und zerstört, da die Greifensteiner und Lichtensteiner sich auf die Seite des Gegenkönigs Albrecht von Habsburg und gegen König Adolf von Nassau gestellt hatten, bzw. weil sie, zumindest in den Augen der Nassauer und Solmser, sich als Raubritter aufführten.
Im Gegensatz zur Burg Greifenstein wurde Lichtenstein nicht wieder aufgebaut. Die Lichtensteiner lebten danach wahrscheinlich auf einem Hof im nahen Wallendorf (heute ein Teil von Beilstein). Die Ruine ihrer Burg blieb weiterhin in ihrem Besitz, kam dann schließlich mit Irmgard, der Erbtochter Wittekinds von Lichtenstein, mit dem das Geschlecht in männlicher Linie ausstarb, 1360 an ihren Ehemann Kraft von Rodenhausen. Dieser verkaufte 1363 den Burgberg mitsamt der Ruine und den anderen ihm zugefallenen Lichtensteiner Gütern an den Grafen Johann von Nassau-Hadamar († 1365).
Im Jahre 1395 gelangten der Burgberg und die Ruine Lichtenstein in den Besitz der Grafen von Solms. Johann II. von Solms-Burgsolms, genannt „Springsleben“ († 1405), der seit der Zerstörung seiner Burg in Burgsolms im Jahre 1384 durch den Wetterauer Städtebund der Reichsstädte Wetzlar, Friedberg und Gelnhausen auf der nunmehr wieder aufgebauten Burg Greifenstein residierte, und sein Sohn Johann III. († 1415), der letzte der Linie Solms-Burgsolms, erwarben sie im März 1395 von Graf Philipp I. von Nassau-Saarbrücken-Weilburg, zusammen mit anderem Besitz, den Philipp I. im Jahre 1363 von Kraft von Rodenhausen und dessen Frau Irmgard von Lichtenstein erworben hatte.

## Heutiger Zustand
Von der ehemaligen Burganlage sind nur noch Reste des Halsgrabens unterhalb des Bergplateaus sowie geringe Mauerreste zu sehen.

## Tourismus
Vom Ortsausgang des Greifensteiner Ortsteils Greifenstein führt die Drei-Burgen-Wanderung durchs Greifensteiner Land über 11 km an der Ruine der Burg Lichtenstein vorbei nach Beilstein und zurück. Der Wanderweg ist mit einem schwarzen Schild und der in weiß stilisierten Silhouette der Burg Greifenstein markiert. Über die Hohe Straße und Trompeters Loch geht es oberhalb der Ulmtalsperre nach Beilstein. Der Rückweg führt am Straubersberg (425 m) vorbei wieder nach Greifenstein.